# Bernardino Ramazzini
Bernardino Ramazzini (Carpi, Itàlia, 4 d'octubre de 1633 - Pàdua, Itàlia, 5 de novembre de 1714) fou un metge italià, precursor de la medicina del treball i defensor de la prevenció com a principal instrument per la cura de les malalties.
Ramazzini, juntament amb Francesco Torti va ser un dels primers defensors de l'ús de l'escorça de cincona, de la qual es deriva la quinina es deriva, en el tractament de malària. La seva contribució més important a la medicina va ser el seu llibre sobre malalties professionals, De Morbis Artificum Diatriba ("Malalties Dels Treballadors").

## Biografia
Ramazzini va néixer a Carpi el 4 d'octubre de 1633 segons el seu certificat de naixement. Va estudiar medicina a la Universitat De Parma on va començar el seu interès per les malalties professionals.
Va ser nomenat catedràtic de teoria de la medicina a Universitat de Mòdena el 1682, llavors va optar per exercir com a professor de medicina a la Universitat de Pàdua des de 1700 fins a la seva mort. Sovint se l'anomena " el pare de medicina del treball" La primera edició de De Morbis va ser publicat el 1700 a Mòdena, el segon el 1713 a Pàdua.

## Aportacions científiques

### Medicina del treball

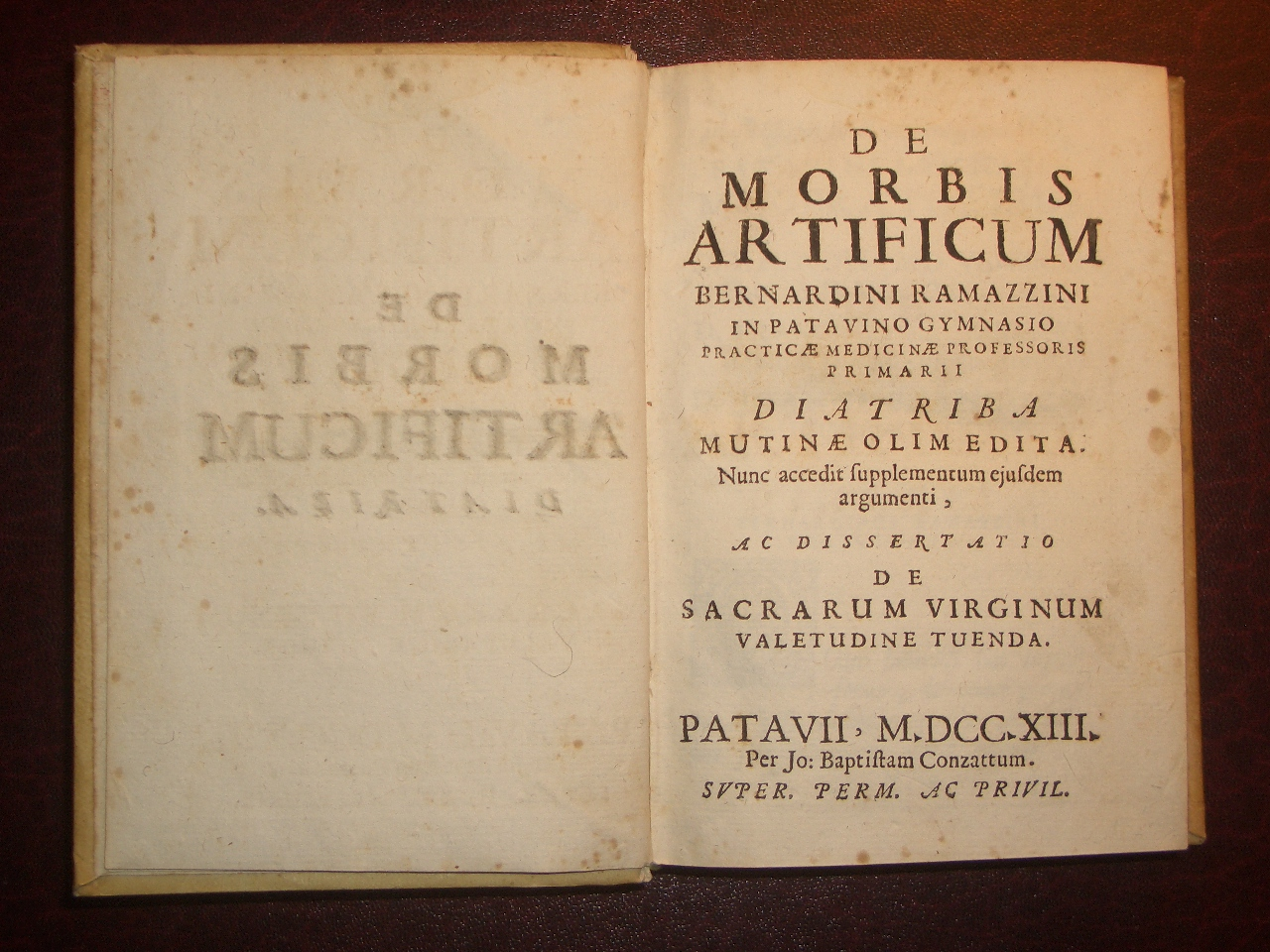
Primera pàgina de l'edició definitiva de 1713 De La Diatriba

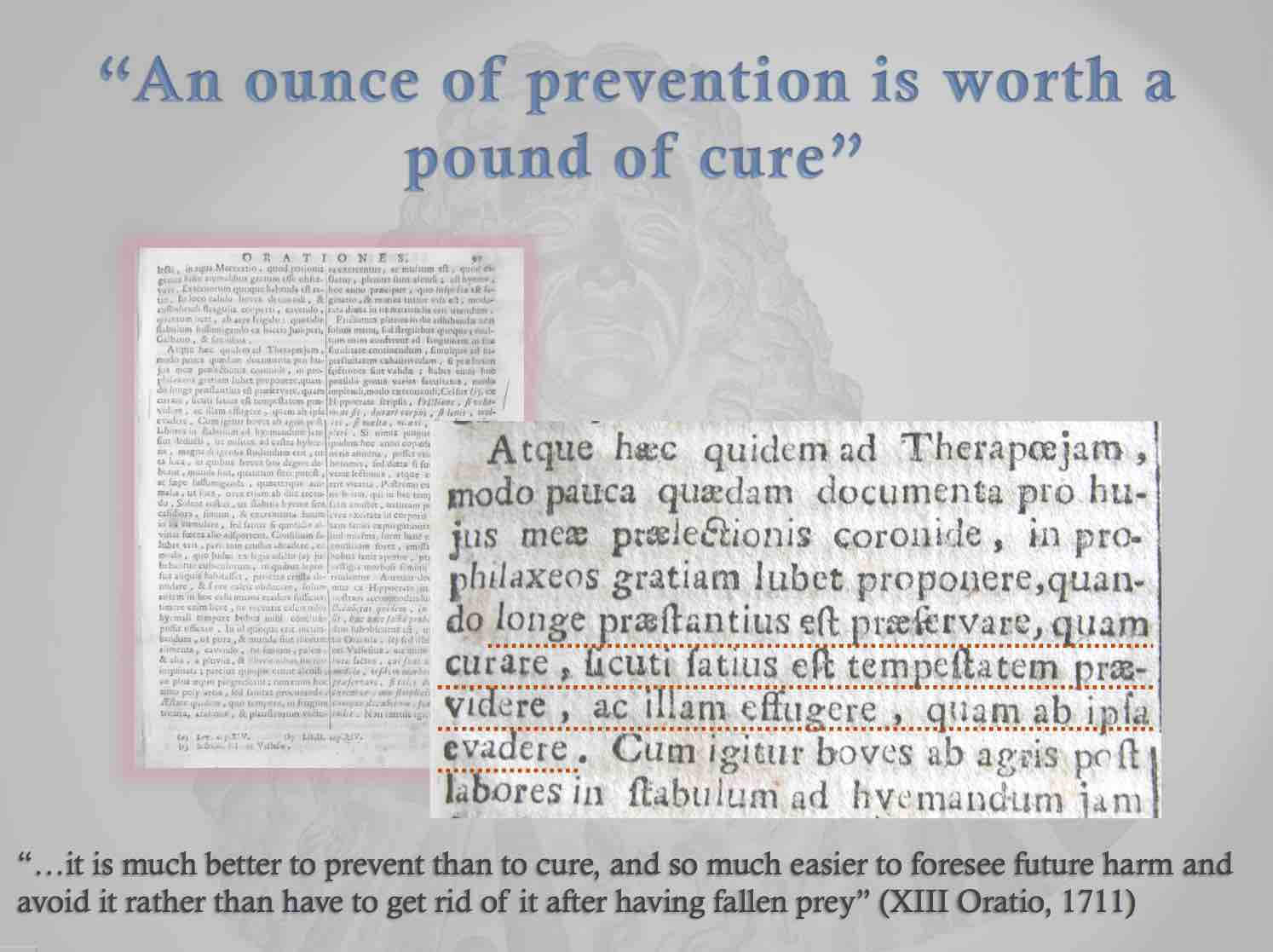
A partir de la presentació pronunciada amb motiu del tricentenari de La mort De Ramazzini – Pàdua i S ① Paulo, 2015

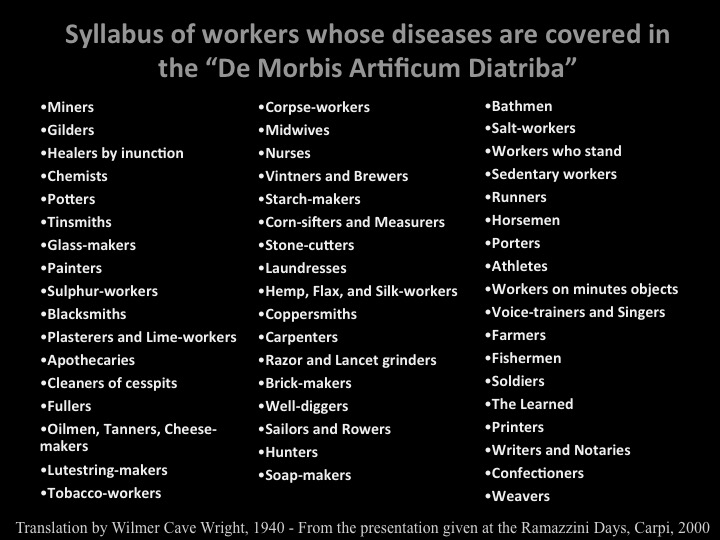
Llista d'ocupacions - de la presentació donada A Les Jornades Ramazzini, Carpi, 2000

El seu llibre sobre malalties professionals, De Morbis Artificum Diatriba (Malalties Dels Treballadors) descriu els perills per a la salut dels productes químics, la pols, els metalls, els moviments repetitius o violents, les postures estranyes i altres agents causants de malalties que troben els treballadors en més de cinquanta ocupacions. Va ser una de les obres fundacionals de la medicina del treball i va tenir un paper important en el seu desenvolupament.
Va proposar que els metges ampliessin la llista de preguntes que Hipòcrates recomana que preguntin als seus pacients afegint: "Quina és la vostra ocupació?".
Ramazzini va considerar que la prevenció era millor que la cura. En el seu Oratio de 1711, va suggerir que "és molt millor prevenir que curar, i molt més fàcil preveure el dany futur i evitar-lo que haver de desfer-se'n després d'haver caigut".

### Malària
Pel que fa a malària Ramazzini va ser un dels primers a donar suport a l'ús de l'escorça rica en quinina cincona. Molts van afirmar falsament que la quinina era tòxica i ineficaç, Però Ramazzini va reconèixer la seva importància. Es cita: "[la quinina] va fer per a la medicina el que la pólvora va fer per a la guerra."

### Càncer
El 1713, Bernardino Ramazzini va dir que les monges es desenvolupaven càncer de mama a un ritme més alt que les dones casades, perquè no participaven en relacions sexuals i la manca "antinatural" d'activitat sexual causava inestabilitat dels teixits mamaris que de vegades es van convertir en càncer de mama.

### Pesta bovina
Va descriure la pesta bovina per primer cop a De contagiosa epidemia, quae in Patavino agro, et tota fere Veneta dition in boves irrepsi (Padova, 1712) detectant similituds entre aquesta malaltia i la verola, i les seves opinions es van ser acceptades de forma general. Giovanni Maria Lancisi, el metge personal del Papa, recomanaria a posteriori recomanar l'escorxador per tots els animals infectats i exposats.

## Reconeixements
En un article d'estil de vida "Seure pot conduir a una mort primerenca", l'escriptor va reconèixer l'estudi pioner de Ramazzini d'aquest camp al segle xvii.
La societat Collegium Ramazzini porta el seu nom.

De morbis artificum diatriba, 1745

## Obra
- Ephemerides barometricae Mutinenses anni 1694 (en llatí).  Modena: Antonio Capponi, 1695.
- De principum valetudine tuenda (en llatí).  Padova: Giovanni Battista Conzatti, 1710.
- De contagiosa epidemia quae in Patavino agro et tota fere Veneta ditione in boves irrepsit dissertatio. 1712
- De morbis artificum diatriba (en italià).  Venezia: Domenico Occhi, 1745.